# Antonio Cardillo
Antonio Cardillo (né le 8 septembre 1941 à Scalea, dans la province de Cosenza, en Calabre) est un footballeur professionnel italien, dont la carrière, commencée à la fin des années 1950, s'acheva au milieu des années 1970.

## Biographie
En tant que milieu de terrain, Antonio Cardillo joua dans différents clubs italiens (Associazione Calcio Asti, Torino FC, Venise Calcio, Alessandria Calcio, Ternana Calcio et Associazione Calcio Mantoue). 
Il fut finaliste de la Coupe d'Italie en 1963 avec Torino FC, battu par l'Atalanta Bergame. Avec Ternana Calcio, il remporta une Serie C1 en 1968 et une Serie B en 1972.
Depuis 1996, il vit à Varèse, où il s'occupe d'une galerie d'art contemporain.

## Clubs
- 1959-1961 : Associazione Calcio Asti
- 1962-1963 : Torino FC
- 1963-1964 : Venise Calcio
- 1964-1965 : Alessandria Calcio
- 1965-1966 : Ternana Calcio
- 1966-1967 : Associazione Calcio Asti
- 1967-1973 : Ternana Calcio
- 1973-1974 : Associazione Calcio Mantoue

## Palmarès
- Championnat d'Italie de football Serie B

- - Champion en 1972
- Championnat d'Italie de football Serie C1
  - Champion en 1968
- Coupe d'Italie de football
  - Finaliste en 1963